# Кочуров, Шагимурат Абдул Вагапович
Шагимурат Абдул Вагапович Кочуров (Кочуров 1-й, иногда Абдулвагапович; 1 [13] февраля 1868, Оренбургская губерния — после 1920) — войсковой старшина, командир 22-й особой Оренбургской казачьей сотни в период Первой мировой войны (1916), член Войскового правительства Оренбургских казаков во время Гражданской войны, кавалер трёх орденов.

## Биография
Шагимурат Кочуров родился 1 (13) февраля 1868 года в посёлке Варненский станицы Великопетровской второго военного отдела Оренбургского казачьего войска (ныне — село Варна Варненского района Челябинской области) в семье войскового старшины «магометанского вероисповедания» Абдулвагапа Кочурова. Шагимурат, как и его братья, являлся представителем военной династии казаков-татар Кочуровых. Шагимурат получил общее образование в Оренбургской военной прогимназии, после чего он поступил в Оренбургское казачье юнкерское училище, из которого в итоге выпустился по второму разряду. Позже он окончил Офицерскую кавалерийскую школу.
В начале августа 1884 года Кочуров приступил к воинской службе в Русской императорской армии. Он был произведён в чин хорунжего в середине марта 1888 года. Спустя четыре с половиной года, в конце ноября 1892, Шагимурат Абдул Вагапович стал казачьим сотником, со старшинством на восемь месяцев ранее. Через одиннадцать лет, в начале июля 1903 года, он получил погоны подъесаула «иррегулярной кавалерии» (со старшинством с начала мая 1900) — затем стал есаулом со старшинством с мая 1901 года. Шагимурат Кочуров дослужился до войскового старшины за несколько месяцев до начала Первой мировой войны, в середине февраля 1914 года.

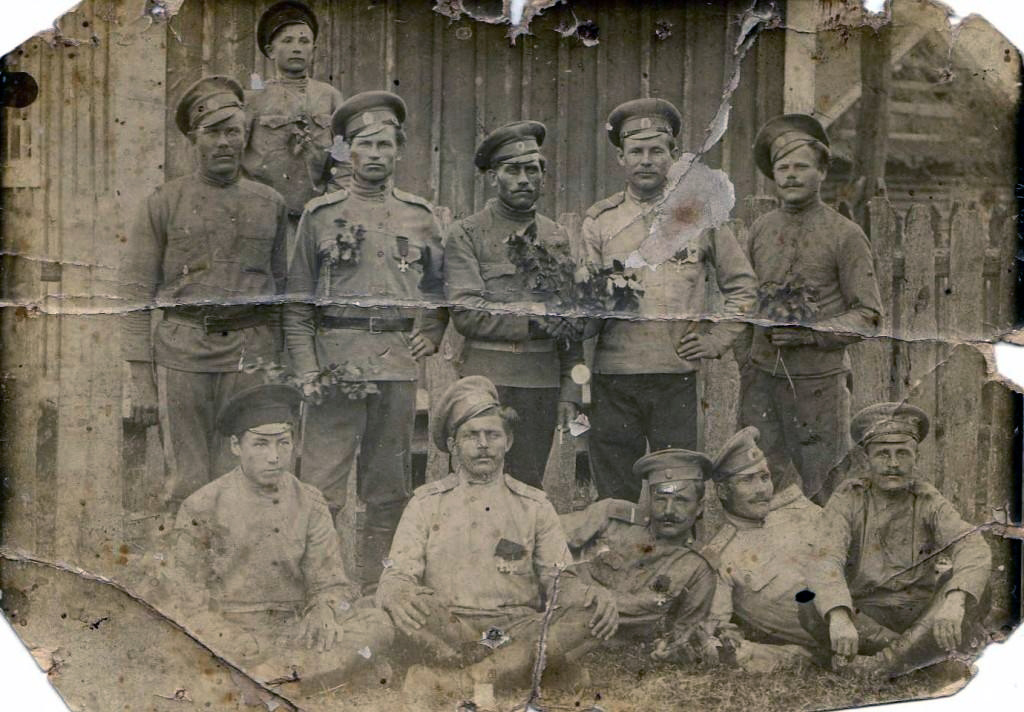
Жители казачьей станицы Великопетровка в начале XX века

Шагимурат Абдулвагапович проходил действительную службу в Оренбургском 6-м казачьем полку с 1883 по 1886 год. В период между 1890 и 1894 годами он числился в Оренбургском 1-м казачьем полку. По состоянию на 1899 год Кочуров был в списках Оренбургского 4-го казачьего полка, а с 1904 — Оренбургского 3-го казачьего полка. На 1 (14) января 1910 он вновь служил в 1-м казачьем полку. В феврале 1914 года Шагимурат Кочуров был уволен от службы, с формулировкой «по болезни», с мундиром и пенсией. В связи с событиями Великой войны, принявшей затяжной и кровопролитный характер, он по собственному желанию был призван из отставки на действительную службу в Русскую армию (январь 1916).
С середины сентября 1916 по 1917 год Кочуров являлся командиром 22-й особой Оренбургской казачьей сотни. После Февральской и Октябрьской революций он оказался в Белых войсках Восточного фронта. В начале октября 1918 года получил назначение на пост руководителя обучения казаков родного, второго, военного отдела Оренбургского казачьего войска — это было пополнение уже мобилизованное, но ещё не призванное в части. С февраля 1919 года Шагимурат Абдул Вагапович вошёл в состав войскового правительства оренбургского войска: в мае он пытался покинуть этот пост — подал в отставку, которая принята не была. По имеющимся сведениям, Кочуров попал в плен к большевикам под Красноярском в 1920 году. Дальнейшая его судьба на сегодня не прослежена.

## Награды
- Орден Святого Станислава 3 степени (1899)
- Орден Святой Анны 3 степени (1903)
- Орден Святого Станислава 2 степени (1911)[1][9]

## Семья
Брат (старший): Шейх-Иль-Ислам Абдул Вагапович Кочуров (иногда Шейхильислам Абдулвагапович, 1850—1918) — генерал-лейтенант, командир Оренбургского 4-го казачьего полка (1900—1905) и 2-й бригады 1-й Туркестанской казачьей дивизии (1906—1910), кавалер семи орденов.